# Shoot the Runner
Shoot The Runner (у преводу, Упуцај тркача) је други сингл британског рок бенда Касабијан који је издат са њиховог другог албума, , 6. новембра 2006. године.
Музички спот су режирали Алекс & Мартин и сличан је по стилу споту за песму бенда Queens of the Stone Age, "Go with the Flow".

## Списак песама

### ЦД
- PARADISE43

1. – 3:27
2. (обрада песме бенда Статус кво) - 4:06

### 10"
- PARADISE45

1. – 3:27

### DVD
- PARADISE46